# Vladimir Chouchelov
Vladimir Tchoutchelov ou Chuchelov (en russe : Владимир Чучелов, transcription anglaise : Vladimir Chuchelov) est un grand maître belge du jeu d'échecs d'origine russe né le 28 septembre 1969 à Moscou. Il a remporté le championnat de Belgique en 2000. Il est parvenu au Top 100 du classement mondial de la Fédération internationale des échecs à plusieurs reprises, avec un pic de classement Elo de 2 608 points en juillet 2003. De ses victoires en tournoi, on peut retenir Hambourg HSK en 1991, Gifhorn international en 1992 et l'Open de Cappelle-la-Grande en 1994 et en 2001,.
Il a été l'entraîneur de Fabiano Caruana ainsi que de Anish Giri.